# Michael Stephans

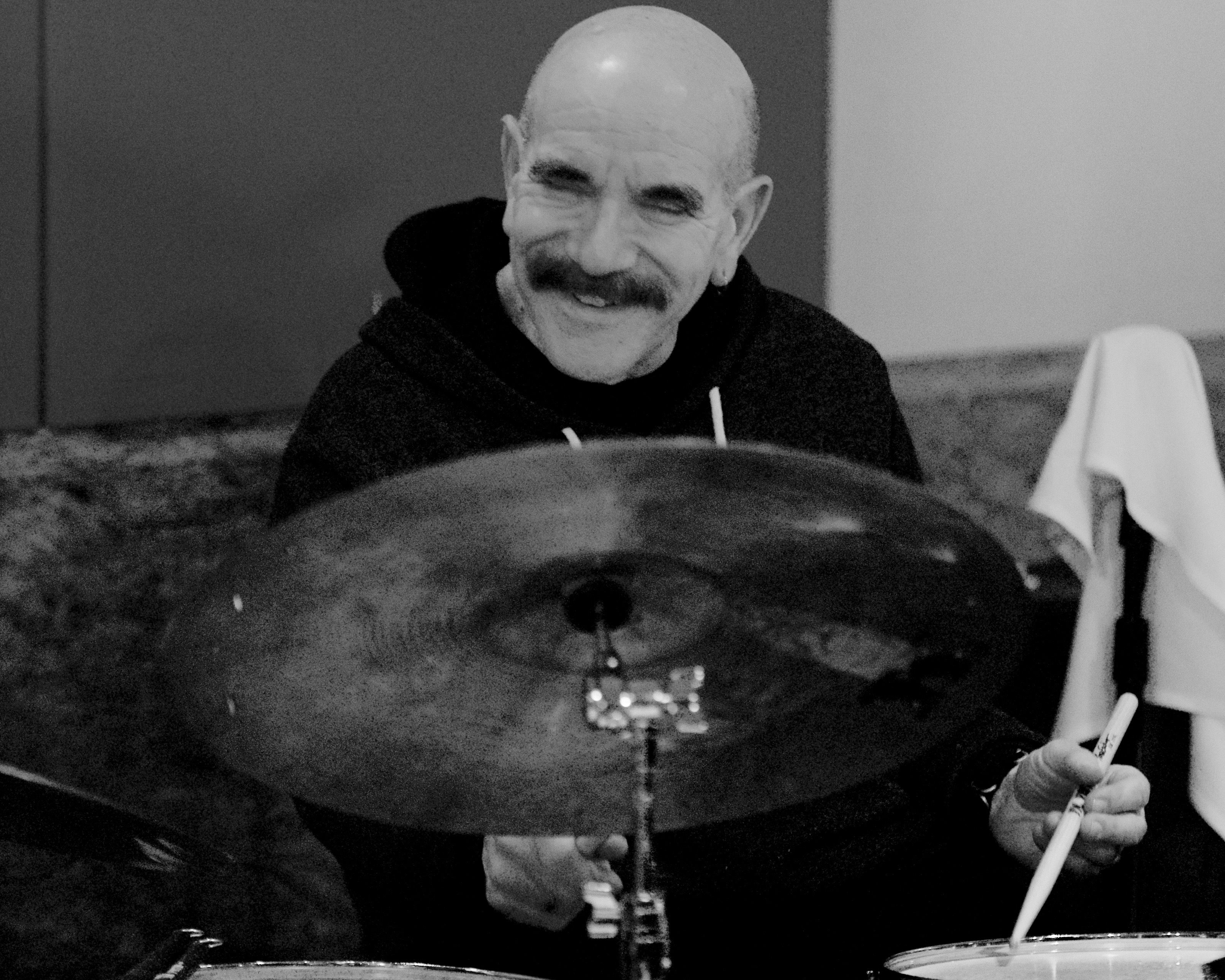
Michael Stephans

Michael Stephans (* 9. Juni 1945) ist ein US-amerikanischer Jazzmusiker (Schlagzeug, Komposition) des Modern Jazz und Hochschullehrer.

## Leben und Wirken
Stephans erwarb Masterabschlüsse in Englischer Sprache und in Pädagogik, außerdem den Ph.D. in Pädagogik. Als Jazzmusiker arbeitete er seit den 1970er-Jahren mit Cal Tjader, mit dem 1974 erste Aufnahmen entstanden, außerdem mit Musikern wie Bob Brookmeyer, Bob Florence, Bennie Maupin, Dave Liebman, Uri Caine, Pharoah Sanders, Charlie Byrd, Bobby Bradford, Buddy Collette, Alan Broadbent, Ralph Bowen, Scott Colley, Bud Shank, John Patitucci, Larry Gelb, Frank Strazzeri, Don Menza sowie als Sessionmusiker mit The Rolling Stones, Cher und David Bowie. Daneben erhielt er Kompositionsaufträge der Arts and the Percussive Arts Society. Dabei entstand für großes Ensemble das Werk Shapes and Visions für den Vibraphonisten Karl Berger, das im Museum of Natural History in Washington, D.C. aufgeführt wurde. Unter eigenem Namen spielte er die Alben OM/ShalOM (Endemik Records, mit David Liebman, Uri Caine, Jay Anderson) und 2007 Nomads ein, letztere im Duo mit David Liebman (ITM Records). 2012 folgte die Produktion Open Spaces (Lunazure Records). Im Bereich des Jazz war er zwischen 1973 und 2017 an 22 Aufnahmesessions beteiligt. Gegenwärtig leitet Stephans das Quartette Oblique, dem 2019 David Liebman, Marc Copland und John Hébert angehören.
Stephans betätigte sich weiterhin als Lyriker, Autor und Jazzjournalist. Zuletzt erschien Experiencing Jazz: A Listener’s Companion bei Scarecrow Press. Stephans unterrichtet gegenwärtig an der Bloomsburg University of Pennsylvania kreatives Schreiben.

## Diskographische Hinweise
- Dave Liebman/Michael Stephans: Lineage: Rock and Pop Classics Revisited (2013), mit Matt Vashlishan, Vic Juris, Bobby Avey, Evan Gregor
- Quartette Oblique (Sunnyside Records, 2017), mit David Liebman, Marc Copland, Drew Gress